# Sociedade de honra
Nos Estados Unidos, uma sociedade de honra é uma organização profissional em cujo ingresso reconhece a excelência de uma pessoa entre seus pares. Alguns exemplos são a Tau Beta Pi, de engenharia e a Sigma Xi, de ciências.